# St. Dionysius (Recke)

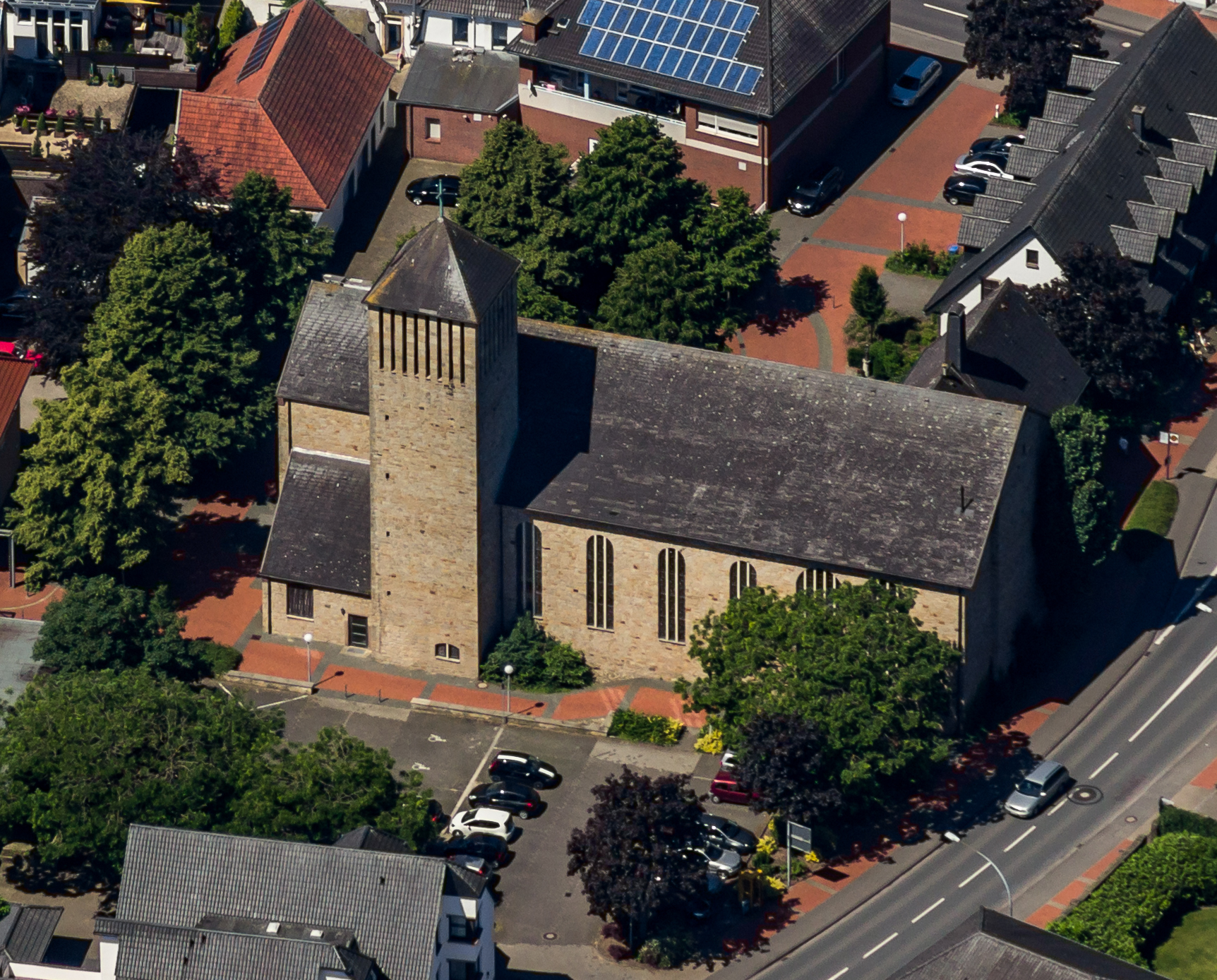
Luftbild (2014)

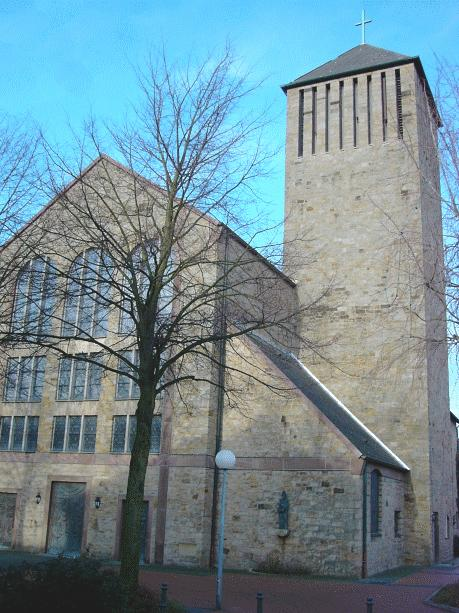
Katholische Pfarrkirche St. Dionysius Recke

Die katholische Pfarrkirche St. Dionysius in Recke (Westfalen) ist der dritte Kirchbau der Gemeinde, der dem Patrozinium des Heiligen Dionysius von Paris unterstellt ist. Die Kirche wurde 1953 bis 1954 aus heimischem Ibbenbürener Sandstein errichtet und hat eine Länge von 42,33 Metern, eine Breite von 17,60 Metern und eine Höhe bis zum Scheitel des Segment-Gewölbes von 13 Metern. Die Höhe des Kirchturms beträgt 30 Meter. Ein Zeltdach bedeckt den Turm und trägt ein schlichtes, kupferbeschlagenes Kreuz von 4 Metern Höhe. Die Grundsteinlegung erfolgte am 28. Juni 1953, die feierliche Einweihung fand am 5. und 6. November 1955 statt.
Eine Besonderheit ist, dass alle drei Dionysiuskirchen in Recke noch heute existieren. Die erste Dionysiuskirche, eine spätromanische Saalkirche mit später angebautem wuchtigen Wehrturm aus Sandstein wurde erstmals 1189 urkundlich erwähnt und ist heute die Pfarrkirche der evangelischen Kirchengemeinde Recke. Vermutlich existierte schon im 9. Jahrhundert an gleicher Stelle eine Kirche in Holzbauweise. Die zweite Dionysiuskirche der katholischen Kirchengemeinde Recke wurde 1752 errichtet und dient heute als Jugendheim der Pfarrgemeinde.

## Geschichte

### Die erste Dionysiuskirche

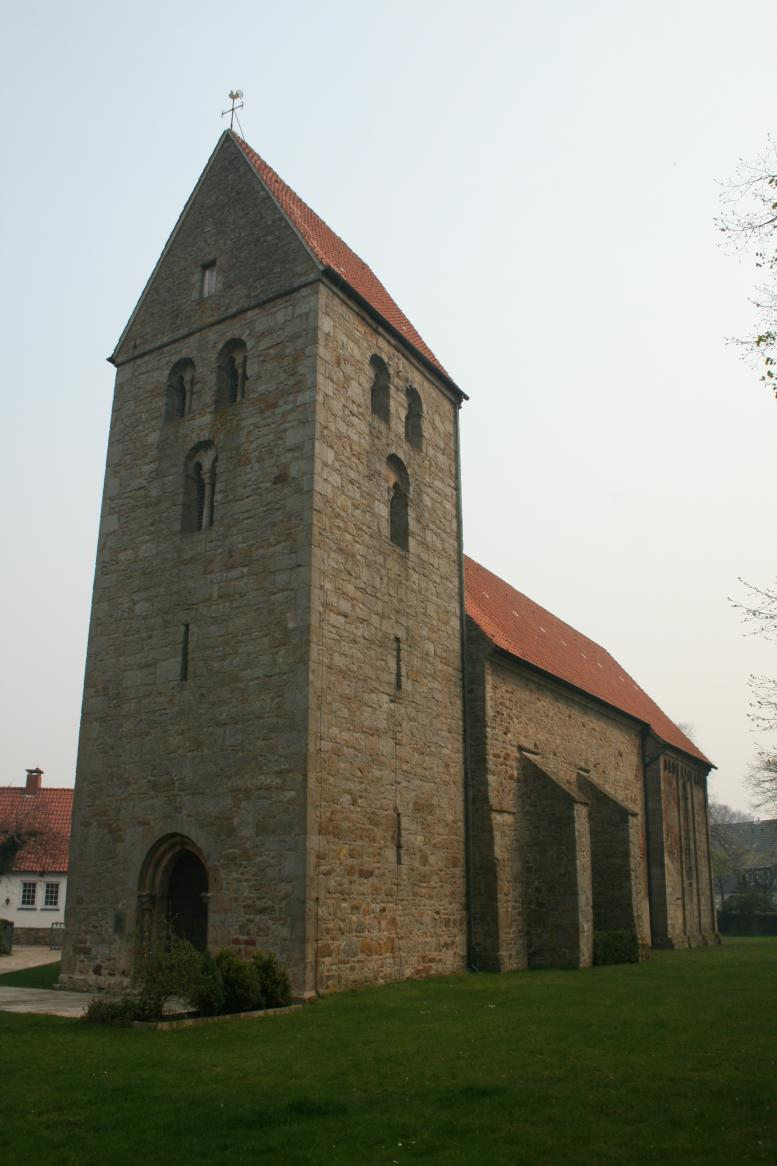
Evangelische Dionysiuskirche Recke

Die Pfarrei St. Dionysius in Recke entstand sehr wahrscheinlich schon bald nach der Gründung des Bistums Münster durch den ersten Bischof Liudger († 809). Eine Urkunde über die Errichtung der Pfarrkirche gibt es nicht, jedoch weist die Wahl des Kirchenpatrons Dionysius in die Zeit von 800 bis 850. Dionysiuskirchen wurden fast nur in dieser Zeit gegründet, und zwar an wichtigen Verkehrswegen und Straßenkreuzungen, so z. B. in Nordwalde, Havixbeck und Rheine. Auch Recke liegt an einer alten Handelsstraße, die von Osnabrück nach Lingen führt, mit einer Kreuzung nach Voltlage und Ankum. 1189 wurde die Kirche als Eigenkirche der Edelherren von Horstmar erstmals urkundlich erwähnt. 1243 wird der Ort Recke (rike) erstmals als zum Bistum Osnabrück gehörende Pfarrei urkundlich erwähnt.
Anfang des 13. Jahrhunderts erhöhte man die Wände des Langhauses und es entstand zwischen 1250 und 1270 der wuchtige Wehrturm. Auch erhielt die Kirche einen neuen spätromanischen Chorraum, der breiter als das Langhaus ausgeführt ist. Bei der Erhöhung der Seitenwände wurde ein Teil der kleinen romanischen Fenster zugemauert. Die Spuren davon sind noch deutlich zu erkennen.

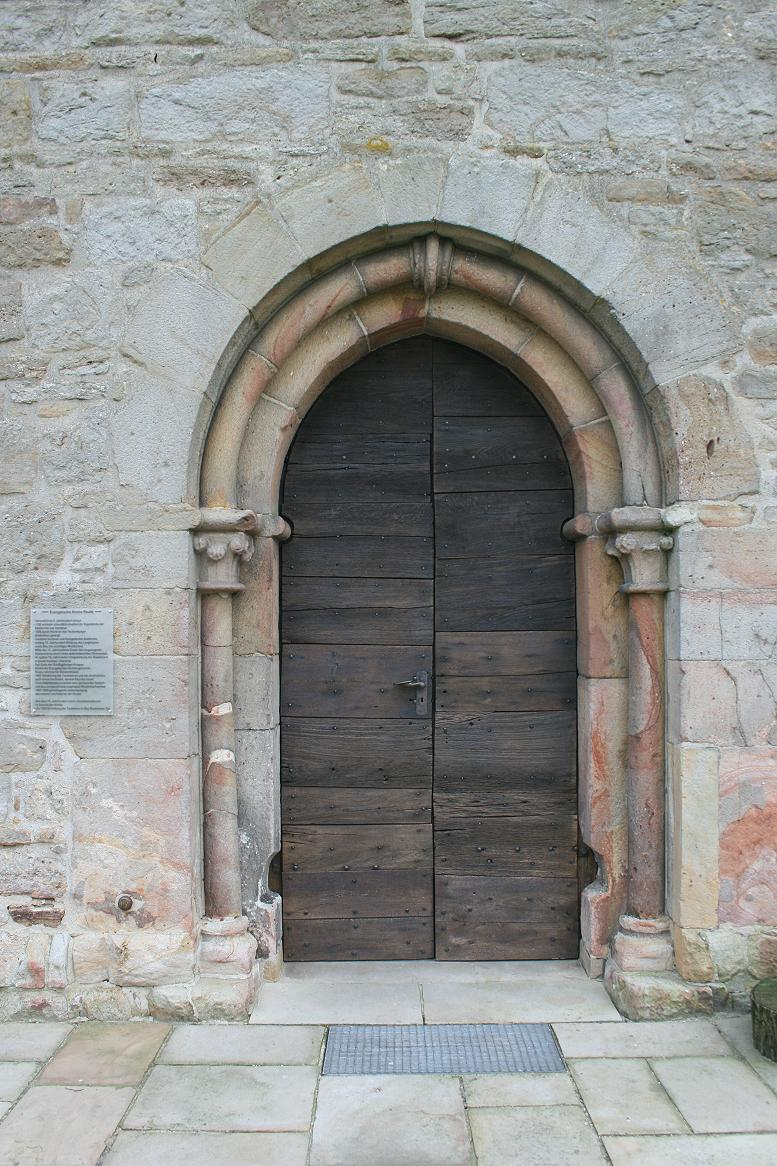
Evangelische Dionysiuskirche Recke, Portal

Im 15. Jahrhundert erhöhte man noch einmal die Wände des Kirchenschiffs, zog zwei spätgotische Kreuzrippengewölbe ein und verzierte sie mit einem Rankenwerk. Die Deckengemälde erhielt die Kirche um 1480. Es handelt sich hierbei um die Symbole der vier Evangelisten und eine Madonna im Strahlenkranz aus 30 Medaillons. Die Madonna steht auf einer Mondsichel und trägt eine Bügelkrone. Auf ihrem Arm hält sie das Jesuskind, das nach einer Blüte in Marias rechter Hand greift.
Bei der Renovierung der Kirche 1961 wurden die übermalten Gemälde und das Rankenwerk wieder freigelegt. Die gut erhaltene Altarplatte aus der vorreformatorischen Zeit fand man 1961 im Fußboden der Kirche und legte sie auf einen neu errichteten Unterbau. Die Platte war 1650 durch die reformierte Gemeinde, die keinen Altar benutzte, entfernt worden. Heute steht vor dem neu errichteten Altar ein schlichter Holztisch aus dem 17. Jahrhundert für die Gottesdienste der evangelischen Gemeinde.

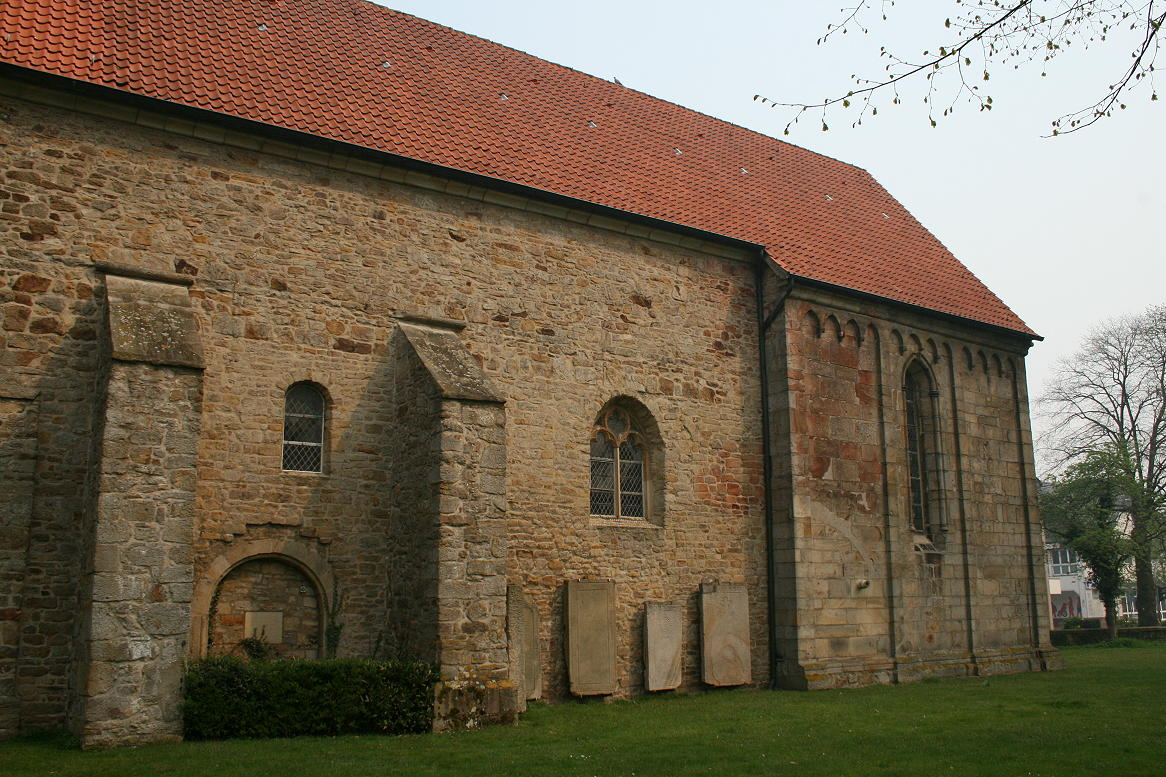
Evangelische Dionysiuskirche Recke, Grabplatten an der südlichen Außenwand

An der südlichen Außenwand des Langhauses sind fünf Grabplatten aus dem 17. Jahrhundert verankert, die ursprünglich im Kirchenfußboden eingelassen waren, da reformierte Pfarrer in der Kirche beigesetzt wurden. Die fünfte Platte erinnert an den letzten katholischen Pfarrer Zumbusch († 1649). Er wurde ein Jahr nach der Einführung der Reformation hier beerdigt. Die Beisetzung in der reformierten Kirche zeugt von seiner Wertschätzung in Recke.
Der romanische Taufstein im Chor wurde aus den Steinbrüchen von Bentheim um 1230 gewonnen und auch dort gefertigt. Die mit einer Weinranke verzierte Kuppe (abwechselnd Weintraube und Palmbäumchen) ist getragen von einem Unterbau, flankiert von vier Löwen, die die dämonischen Kräfte versinnbildlichen, die den Menschen vom Glauben an Christus abbringen wollen, aber trotz größter Anstrengung nichts anderes vermögen, als in ohnmächtiger Wut zähnefletschend das Taufbecken mit dem Taufwasser zu tragen.

### Die zweite Dionysiuskirche

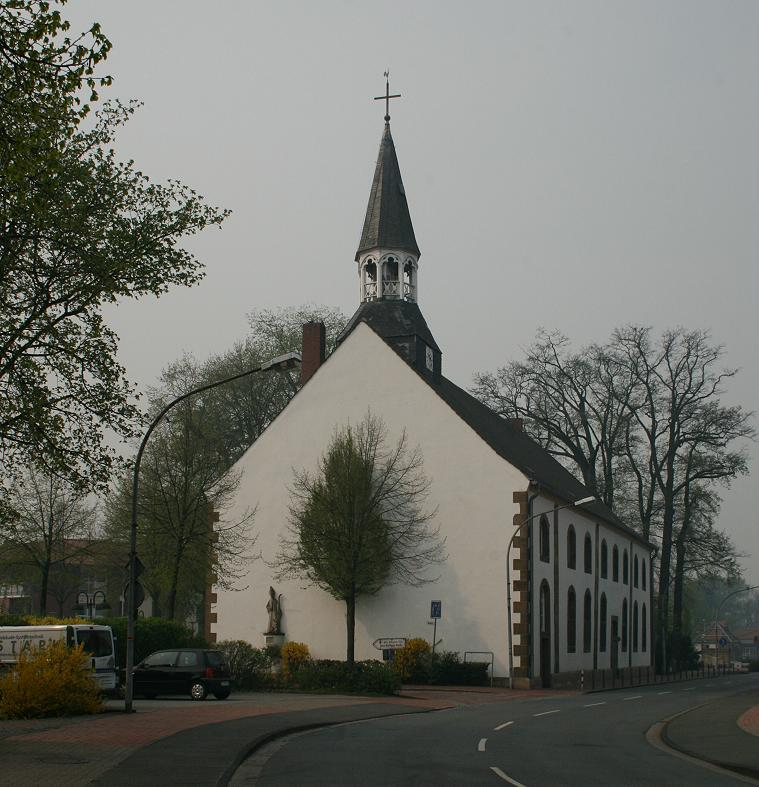
Katholische Pfarrkirche St. Dionysius Recke von 1752, heute Jugendheim

Mit dem Westfälischen Frieden von 1648 wurde die Grafschaft Lingen, zu der auch Recke gehörte, dem holländischen Königshaus der Oranier zugesprochen. Die Oranier führten in der Grafschaft den reformierten Glauben ein, die katholischen Priester wurden des Landes verwiesen und das Vermögen der Pfarreien beschlagnahmt. Katholische Gottesdienste durften auch in Privathäusern nicht gehalten werden. Daher gingen die Recker Katholiken sonntags ins benachbarte Hopsten, das politisch und kirchlich zum Hochstift Münster gehörte, um dort auf dem Hof des Bauern Brockmöller Gottesdienst zu feiern. Später errichtete man eine Notkirche in der Nähe des Hofes.
1702 fiel die Grafschaft Lingen an das Königreich Preußen. Die Recker Katholiken hofften nun, wieder in ihrer Gemeinde Gottesdienst feiern zu können. Nach einer Geldspende von 5.000 Talern der Katholiken in der Grafschaft Lingen erlaubte König Friedrich Wilhelm I. 1717 die Rückkehr der katholischen Priester und die Feier der Heiligen Messe in Privathäusern. In großer Eile errichteten die Katholiken einen Fachwerkbau als Notkirche auf dem Hof Homeyer, der aber 1747 durch einen schweren Sturm erheblich beschädigt wurde. So reifte der Entschluss, eine neue Kirche aus Sandstein zu errichten. Nach mehreren Eingaben erhielt die katholische Kirchengemeinde die Erlaubnis für den Bau eines Gebetshauses an der Hopstener Straße. Die Seitenwände dürften aber nur 18 Fuß (5,65 Meter) hoch sein. Das Gebäude, entworfen durch den Architekten Rudolphi, erhielt aber doch durch die Rundbogenfenster das Aussehen einer Kirche.
Aufgrund von Protesten der reformierten Gemeinde wurde der Bau vorübergehend stillgelegt. Der damalige Kaplan Ter Meer, Sohn eines Rechtsanwalts in Lingen, war mit der Gesamtleitung des Kirchenbaus betraut. Ihm gelang es, bei einem Ortstermin die zuständigen preußischen Beamten davon zu überzeugen, dass ein Gebetshaus in der geplanten Größe notwendig wäre, zumal es in Recke damals 220 katholische gegenüber nur zehn evangelischen Haushalten gab. So konnte der Bau fortgesetzt werden, und am 19. November 1752 feierte die Gemeinde die erste heilige Messe in der neuen Dionysiuskirche.
In den folgenden 20 Jahren beauftragte Kaplan Ter Meer den Künstler Johann Heinrich König aus Münster mit der barocken Innenausstattung. Dieser schuf 1754/1755 den Hochaltar von acht Metern Höhe. Der Altar wurde 1955 in die neue, die dritte Dionysius-Kirche in Recke, übernommen. Laut Urkunden beliefen sich die Kosten für den Kirchbau und die Innenausstattung auf 115 Taler für den Ankauf des Kirchplatzes, 140 Taler für den Hochaltar, 160 Taler für die beiden Nebenaltäre, 46 Taler für vier Heiligenfiguren auf dem Altar. Dazu kamen die Gelder für zwei Beichtstühle, Kanzel (1771), Kirchenbänke, Taufstein, eine Monstranz, eine Silberampel für das Ewige Licht und anderes. Offenbar war es dem Redetalent Ter Meers zu verdanken, die Gläubigen zu Spenden zu motivieren. Außerdem unternahm er ausgedehnte Reisen für Bettelpredigten in viele Orte des Bistums Münster. 1774 konnte Kaplan Ter Meer der Kammer in Minden ordnungsgemäß alle Quittungen für bezahlte Anschaffungen vorlegen. 1777 erhielt die Kirche eine neue Orgel von elf Registern mit einem kostbaren Orgelprospekt. 1794 wurde an die Kirche eine Sakristei angebaut und ein Dachreiter für eine Glocke angebracht, da für das ursprüngliche Gebetshaus ein Glockenturm nicht gestattet worden war. Nach 138 Jahren konnte damit zum ersten Mal wieder zu einem katholischen Gottesdienst in Recke geläutet werden.
1819 wurde die Kirche um 8 Fuß (3,20 Meter) erhöht und eine zweite Reihe Fenster eingebaut. Wegen der Erhöhung der Mauern musste das Mauerwerk durch Pfeiler verstärkt werden. 1821 wurde die Kirche angestrichen und erneut eingeweiht.
In den folgenden Jahren wurde die Ausstattung der Dionysius-Kirche erweitert: 1830 schenkte das Ehepaar Clemens und Maria Anna Huster der Kirche zwei Silberleuchter und 1847 noch einmal vier kleinere Kerzenleuchter. Dazu noch ein Weihrauchfass mit dazugehörigem Schiffchen.
1882 erhielt die Kirche zwei neue Glocken: Eine Dionysius- und eine Marienglocke. 1910 wurde am Turm eine Uhr angebracht, die man 1962 durch eine neue ersetzte. 1921 brannte zum ersten Mal das elektrische Licht in der Kirche.

### Die dritte Dionysiuskirche

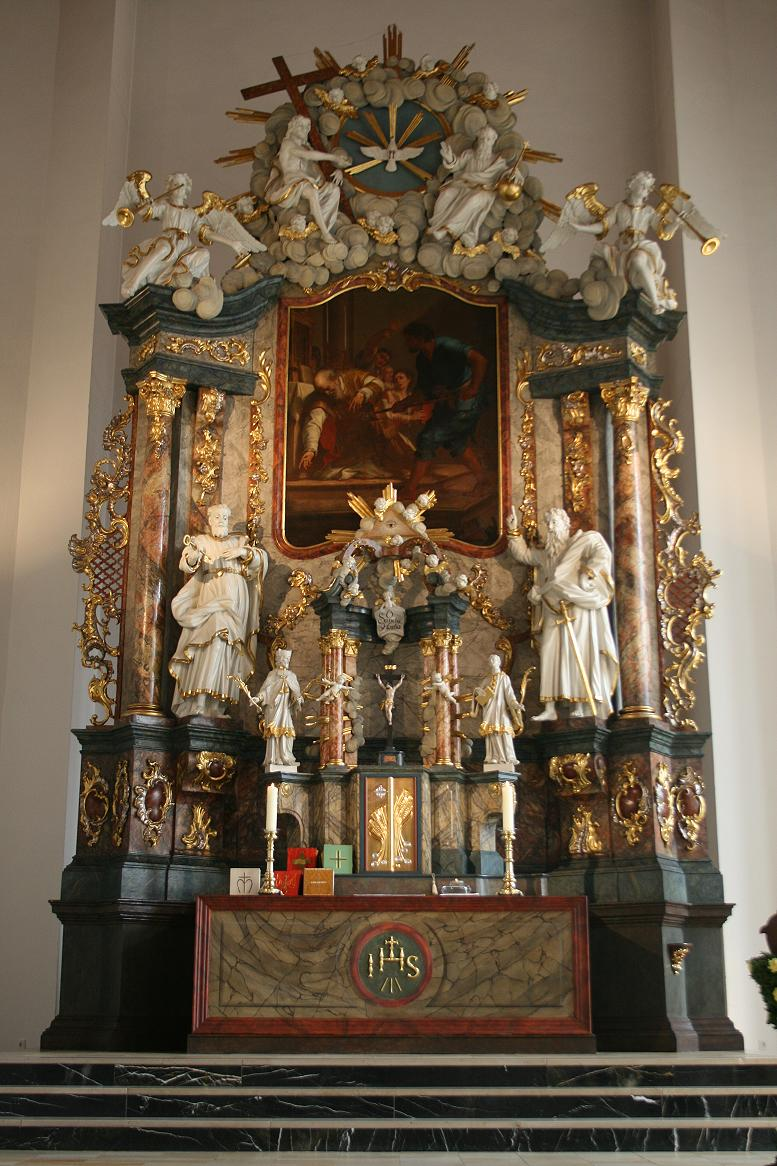
Katholische Pfarrkirche St. Dionysius Recke, Barocker Hochaltar von 1755, geschaffen von Johann Heinrich König

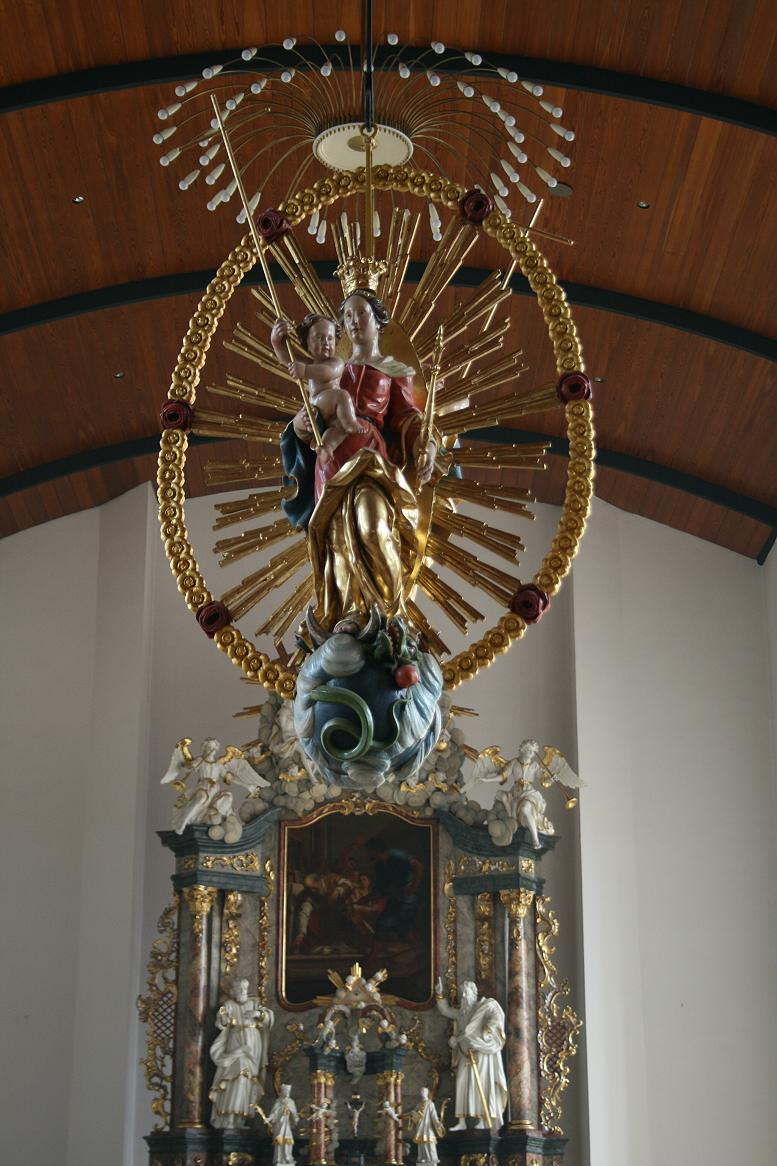
Katholische Pfarrkirche St. Dionysius Recke, Madonna im Strahlenkranz

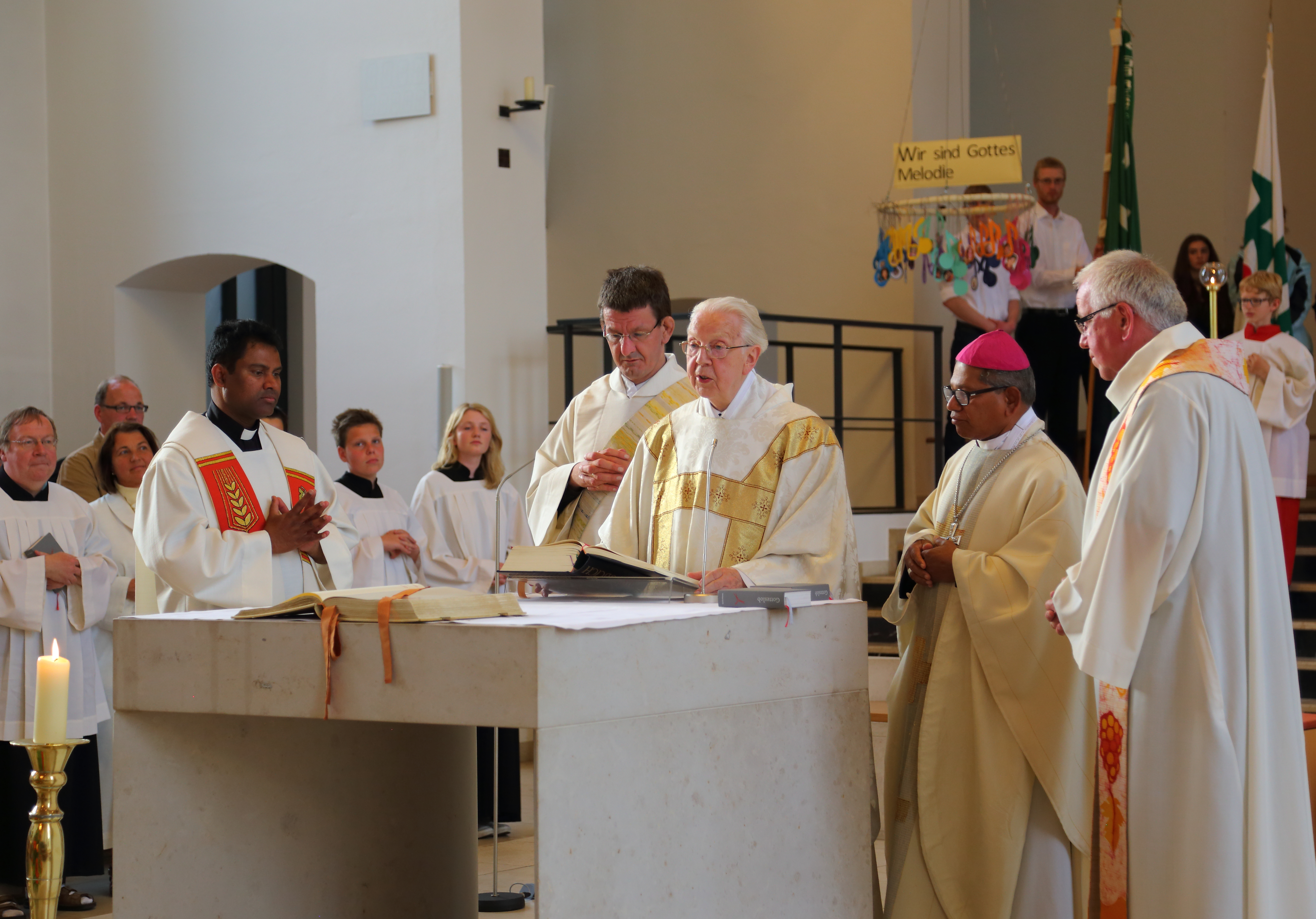
Festmesse (2014), zelebriert von (von links nach rechts): Pfarrer Gnana Prakasham Chinnabathini, Diakon Michael Spliethoff, Pfarrer em. Werner Heukamp, Erzbischof Thumma Bala und Pfarrer Jürgen Heukamp.

Nach dem Zweiten Weltkrieg stieg die Einwohnerzahl von Recke stark an. 1947 lebten in Recke 2.929 Katholiken, davon 784 Heimatvertriebene. Daher plante die Gemeinde unter Pfarrer Karl Horstmann, der von 1950 bis 1968 die Pfarrei leitete, den Bau eines größeren Gotteshauses, der dritten St. Dionysiuskirche. Die Planung des Kirchengebäudes wurde durch die Architekten Burlage und Niebur aus Osnabrück vorgenommen. Als Baumaterial nahm man den Ibbenbürener Sandstein und für die Gesimse roten Wesersandstein. Die Grundsteinlegung der neuen Kirche erfolgte am 28. Juni 1953. Unter dem Grundstein wurde ein Sandstein eingemauert aus den damals wiederentdeckten Grundmauern der Notkirche an der Hopstener Grenze.
Die Einweihung der neuen Dionysiuskirche erfolgte am 5. und 6. November 1955. Die Gesamtkosten des Kirchbaus beliefen sich auf 355.634,00 DM. Für den Neubau gab die Diözese 130.000 DM aus Kirchensteuermitteln. Die Gemeinde brachte 152.243 DM auf. Der Rest wurde durch Spenden und Anleihen finanziert. Zum 50-jährigen Jubiläum des Kirchengebäudes wurde die Pfarrkirche 2005 umfassend renoviert und umgestaltet.
Mit der Fertigstellung der Pfarrkirche im Jahre 1955 wurde der barocke Hochaltar aus dem alten Kirchengebäude, dem jetzigen Dio-Jugendheim, als den Chorraum beherrschendes Moment übernommen. Mit der Aufstellung des Altars in der neuen Pfarrkirche wurde der Bildhauer Karlheinz Hone beauftragt, der ihn auch restaurierte. Karl-Heinz Zimmermann aus Angelmodde gab dem Altar die alte Farbigkeit zurück, die 1930 durch Übermalungen entstellt worden war.
Der Hochaltar ist ein typisches Werk des Rokoko, festlich, zierfreudig, bewegt und heiter. Der von Säulen und Pilastern getragene Aufbau zeigt oben eine plastische Darstellung der Dreifaltigkeit, auf Wolkenmassen am Himmel thronend. Zwei Posaunenengel scheinen diese Vision akustisch zu begleiten. Die Mitte des Hochaltars nahm ursprünglich ein großes Ölgemälde ein, das heute nicht mehr vorhanden ist, vermutlich aber eine Szene aus der Geschichte des Pfarrpatrons St Dionysius darstellte. 1822 schuf der Maler Steinmann aus Lingen ein neues Altarbild mit dem betenden heiligen Dionysius. 1930 erhielt der Hochaltar ein neues Altarbild des Malers Anton Niessing aus Baden-Baden, das aufgrund seiner allzu symmetrisch komponierten Gestalt allerdings auf allgemeine Ablehnung stieß. Für das wenig ansprechende Mittelbild wurde 1955 ein Ersatz gefunden. In dem durch Bomben beschädigten Diözesanmuseum in Münster fand der damalige Bistumskonservator Wieschebrink ein in der Größe und im Stil passendes Barockgemälde eines unbekannten, vermutlich venezianischen Malers. Die stark bewegte, in schweren, dunklen Farben gehaltene Darstellung zeigte den Martertod eines Priesters am Altar. Es könnte sich um den im Jahre 1070 in der Kathedrale zu Canterbury getöteten heiligen Thomas Becket oder um den 1079 ermordeten heiligen Stanislaus von Krakau handeln. Diese Schenkung gab dem Altar zwar seine ursprüngliche künstlerische Einheitlichkeit zurück, nahm aber den Bezug zur Gemeinde des heiligen Dionysius nicht auf.
Flankiert wird die zentrale Bildfläche von den großen Holzfiguren der Apostelfürsten Petrus (links, mit dem Schlüssel) und Paulus (mit dem Schwert) als Urzeugen des Glaubens. Ein luftiger Säulenbaldachin, dessen Vorbild Gian Lorenzo Berninis Hochaltar im Petersdom zu Rom ist, krönt das Tabernakel über dem Altartisch. Etwas später kamen noch zwei kleinere Figuren der damals vom katholischen Volk viel verehrten Heiligen Aloysius und Johannes Nepomuk hinzu. Sie standen früher vor den Seitenwangen des Hochaltars.
Etwa im Zentrum der Pfarrkirche hängt eine doppelseitige Strahlenkranz- beziehungsweise Rosenkranz-Madonna, eingefasst von sechs großen roten Rosen und 60 kleineren vergoldeten Rosen. Ungewöhnlich ist die Gesamtzahl von 66 Rosen, da der Rosenkranz insgesamt nur 59 Perlen (Rosen) hat. Die Madonna mit dem Jesuskind auf dem Arm steht mit ihren Füßen auf der Mondsichel. Darunter befindet sich die mit Wolken umgebene Erdkugel, auf der die Teufelsschlange und der Apfel aus dem Paradies abgebildet sind. Vorder- und Rückseite der Strahlenkranz-Madonna sind leicht unterschiedlich gestaltet. Auf der einen Seite ist Maria als Königin dargestellt und trägt eine goldene Krone, auf der Rückseite trägt sie einen goldenen Reif auf dem Kopf. Auf dem rechten Arm trägt sie das Jesuskind, das seinerseits ein goldenes Kreuz in den Händen hält. In der linken Hand trägt Maria ein Zepter. Die doppelseitige Ausgestaltung von Figuren ist seit dem 12. Jahrhundert in der christlichen Kunst anzutreffen, findet sich aber bereits in der Antike, etwa bei Darstellungen des doppelgesichtigen Gottes Ianus.
Derzeitiger Pfarrer von St. Dionysius ist Jürgen Heukamp; in der Pfarrgemeinde wirken als Seelsorger Pastor Gnana Prakasham Chinnabathini und Diakon Michael Spliethoff sowie der emeritierte Pfarrer, Heimatforscher und Verfasser plattdeutscher Literatur, Werner Heukamp (nicht verwandt mit Jürgen Heukamp) mit.

## Orgel
Die Orgel wurde 1980 von der Orgelbaufirma Gebrüder Oberlinger (Windesheim) erbaut. Anders als das Vorgängerinstrument von 1957, das auf den Seitenbalkonen stand, wurde die neue Orgel auf einer neu errichteten Empore über dem Eingangsbereich des Kirchenschiffes aufgestellt. Das Instrument hat 28 Register auf zwei Manualen und Pedal. Die Spieltrakturen sind mechanisch, die Registertrakturen elektrisch.
| I Hauptwerk C–g3 |       |
| Bordun           | 16′   |
| Principal        | 8′    |
| Rohrflöte        | 8′    |
| Octave           | 4′    |
| Gedacktflöte     | 4′    |
| Quinte           | 2 ⁄3′ |
| Superoctav       | 2′    |
| Mixtur V         | 1 ⁄3′ |
| Cymbel III       | 1⁄2′  |
| Trompete         | 16′   |
| Trompete         | 8′    |

| II Schwellwerk C–g3 |       |
| Copula              | 8′    |
| Salicional          | 8′    |
| Principal           | 4′    |
| Blockflöte          | 4′    |
| Schwiegel           | 2′    |
| Quinte              | 1 ⁄3′ |
| Octave              | 1′    |
| Sesquialter II      | 2 ⁄3′ |
| Scharff IV          | 1′    |
| Hautbois            | 8′    |
| Tremulant           |       |

| Pedal C–f1    |       |
| Principalbass | 16′   |
| Subbass       | 16′   |
| Octavbass     | 8′    |
| Gedacktbass   | 8′    |
| Choralbass    | 4′    |
| Hintersatz IV | 2 ⁄3′ |
| Posaune       | 16′   |

- Koppeln: II/I, I/P, II/P
- Spielhilfen: 5 Setzerkombinationen